# Ефапс
Ефа́пс чи ефаптичне спряження — електрична взаємодія між нейронами, які не контактують один з одним синаптично. Вхід та вихід іонів через мембрану нервової клітини не тільки змінює мембранний потенціал цієї клітини, але й генерує позаклітинні електричні потенціали, які можуть впливати на сусідні клітини. Ці потенціали затухають по мірі віддалення від нейрона, але, тим не менш, генерують електричне поле. Цього поля недостатньо для появи потенціалу дії в клітині, яка знаходиться в стані спокою, проте поля, що створюються синхронними змінами потенціалів у багатьох клітинах, можуть суттєво змінювати часові характеристики вже створених потенціалів. Припускається, що ефапси можуть відігравати роль в утворенні локального польового потенціалу, який раніше приписували виключно синаптичній активності.
Ефаптичні явища зрідка враховують у побудові моделей міжнейронних зв'язків, оскільки вважалося, ніби їхній вплив на потенціали дії, що передаються через синапси, є невеликим. Проте до 2019 року накопичилося чимало свідоцтв, що вплив низькочастотних осциляцій позаклітинних полів може бути значним. Зокрема було показано, що в плодових мух несинаптичні електричні поля впливають на обробку сигналу в нюховому аналізаторі.